# Loggia e Odeo Cornaro
La Loggia e l'Odeo Cornaro erano parte di un più ampio complesso di edifici e giardini fatto costruire da Alvise Cornaro nella prima metà del XVI secolo, nel vasto parco della sua residenza di via del Bersaglio (oggi via Melchiorre Cesarotti) a Padova, a pochi passi dalla Basilica di Sant'Antonio.
Del progetto originario rimane un cortile rettangolare di circa 32 per 18 metri: la Loggia ne occupa l'intero lato corto e l'Odeo si affaccia al centro del lato lungo. In corrispondenza dell'attuale ingresso sorgeva un tempo l'abitazione padronale, poi distrutta e sostituita nel XIX secolo da un altro edificio. Nel seicento, durante e dopo gli studi universitari, abitò in questa casa Elena Lucrezia Corner di cui Alvise Corner era il trisnonno.
Il Cornaro volle la Loggia per realizzare la propria idea di teatro umanistico, inteso sia come spazio fisico e architettonico ispirato a modelli classici greco-romani, sia come rappresentazione di pièces letterarie antiche e moderne. La Loggia, progettata dall'architetto e pittore Giovanni Maria Falconetto nel 1524, assolveva alla funzione di frons scenae del teatro. Dal giardino antistante il padrone di casa e i suoi amici umanisti assistevano agli spettacoli degli artisti più in voga al tempo, primo fra tutti Angelo Beolco detto il Ruzante, uno degli amici più fidati del Cornaro. L'Odeo fu costruito a dieci anni di distanza dalla Loggia ed è dotato di un'acustica particolarmente curata: era lo spazio destinato alla musica e alle recitazioni poetiche e, dal 1540, divenne la sede dell'Accademia degli Infiammati.  

## Contesto

### Il ruolo di Alvise Cornaro: umanista, mecenate, architetto dilettante

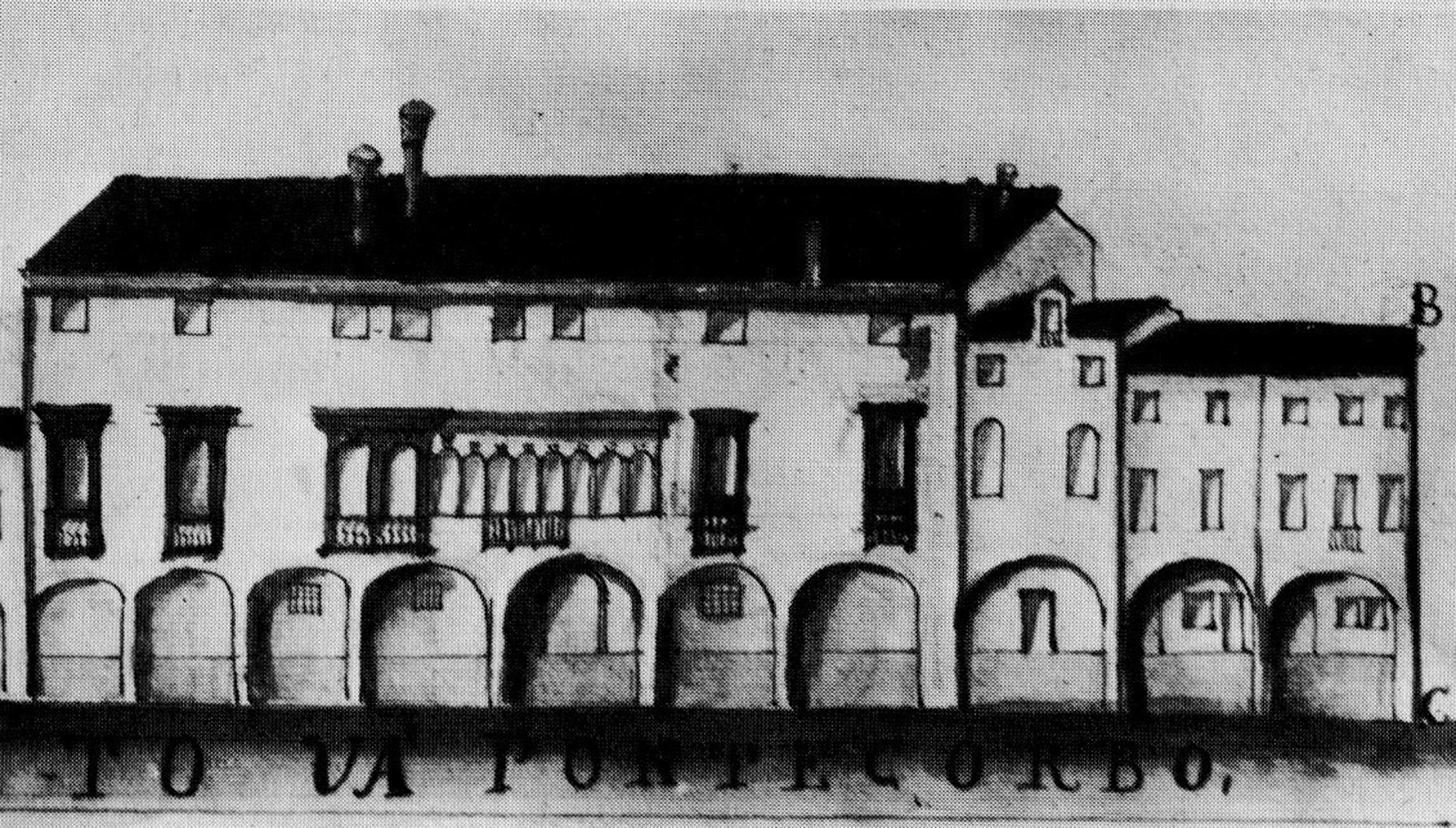
Veduta della casa Angelieri, poi Cornaro. Inchiostro e acquerello .Padova, Archivio di Stato

La personalità complessa e poliedrica di Alvise Cornaro si riflette nella Loggia e nell'Odeo.  Rispettato signore, scrittore, agricoltore, bonificatore, priore del Collegio Pratense ma soprattutto mecenate, contribuì a elevare la cultura e l'economia della Padova cinquecentesca. Durante il XVI secolo, infatti, la sua abitazione, ereditata dallo zio Alvise Angelieri, divenne un ambiente stimolante e poliedrico, vero e proprio centro di vita e di radiazione culturale. Lì, familiari, amici e artisti sconosciuti avevano la possibilità di scambiarsi opinioni e vedute, e cogliere le opportunità loro offerte.
Per il desiderio di influenzare in modo subliminale la società del tempo, l'ambiente era paragonabile a un circolo massonico.
Sebbene di modeste origini, le innate doti imprenditoriali di cui era fornito permisero al Cornaro di accumulare un certo patrimonio, che destinò in parte a educare e sostenere giovani talenti. 

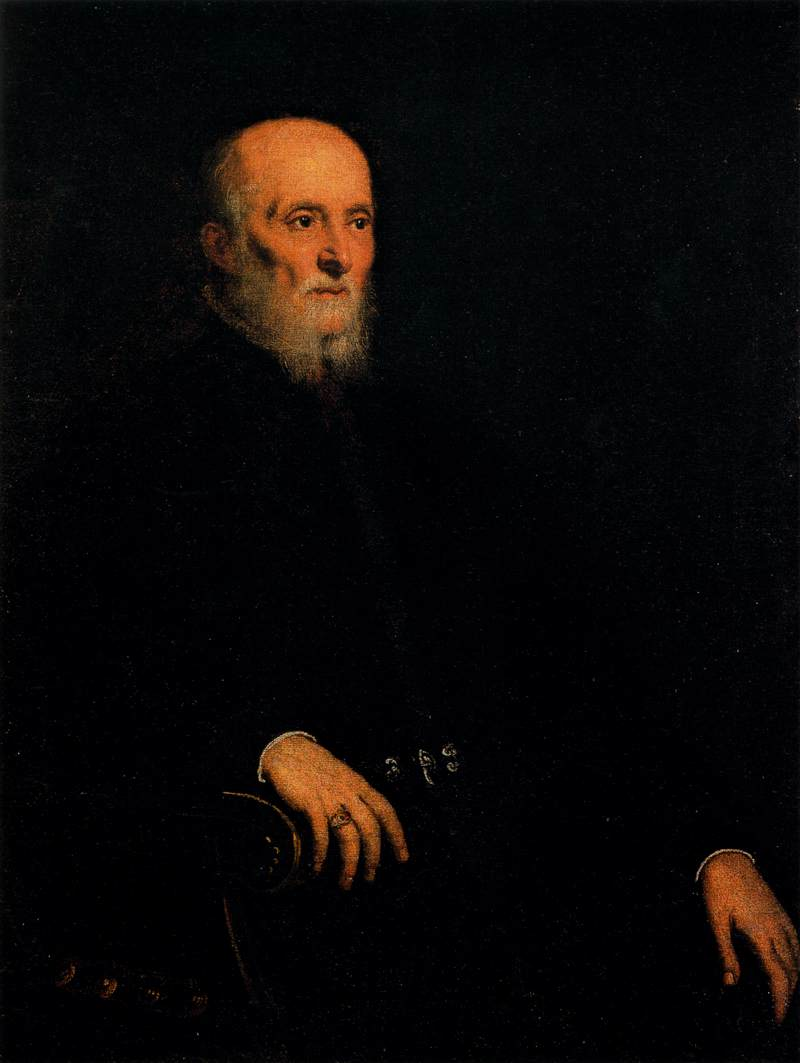
Alvise Cornaro ritratto da Tintoretto

Tra gli ospiti abituali della corte del Cornaro si ricordano almeno i seguenti: Giovanni Maria Falconetto, artista, amico e coinquilino del padrone di casa; Giangiorgio Trissino, giovane letterato che coinvolse nel “circolo” anche il suo protetto Andrea Di Pietro della Gondola, poi conosciuto come Andrea Palladio;  il già nominato Ruzante; Tiziano Aspetti, scultore autore di alcuni dei bronzi presenti nella Basilica di S. Antonio.
Alvise Cornaro si dilettava di tutte le arti nobili, ma è l'architettura, per la quale nutriva una predilezione speciale, a impegnarlo maggiormente, tanto nella pratica progettuale quanto nella speculazione teorica. La sua attività di architetto e la grande maestria dimostrata nella costruzione del complesso patavino, infatti, sono documentate da alcuni dei più grandi esperti contemporanei, come il Vasari (1568), il Palladio (1570) e il Serlio (1575), che definisce il mecenate come un «dilettante di architettura».
Tra i numerosi scritti di cui fu autore, il più importante è il Trattato di Architettura, composto in due momenti diversi e destinato a un pubblico di architetti amatoriali. L'opera contiene una serie di regole elementari in materia, anche se un'analisi architettonica del complesso rivela uno scarto evidente tra teoria e pratica. Nel Trattato, infatti, il «gentiluomo Corner» afferma che «una fabrica può ben esser bella, et commoda, et non esser né Dorica né di alcuno di tali ordini».
Al pari dell’architetto di professione, secondo il Cornaro, anche il dilettante opera secondo i distinti livelli della pratica e della teoria, della fabbrica e della scrittura, ma in qualità di dilettante trae dalla propria esperienza nel costruire e dalla tradizione di cantiere, una normativa di immediata percezione, quindi destinata al cittadino medio piuttosto che al ceto aristocratico.
Se le prerogative dell’architetto sono la nozione delle arti e delle scienze, gli strumenti importanti per la pratica del costruire sono la squadra e il filo a piombo.
È una normativa immediatamente applicabile, dunque, quella che l'autore propone al cittadino che intenda fabbricare.
Egli privilegia la funzionalità rispetto alla forma, la robustezza e la durata dell’edificio rispetto al decoro e agli ornamenti, e a tale proposito sottolinea l’importanza di elementi come le porte, le scale, i servizi igienici e i camini.
Ne esce un'idea di architettura come di una pratica artigianale, tutta fondata su un bagaglio normativo empirico che ha la sua base nella pratica di cantiere.

### Artisti

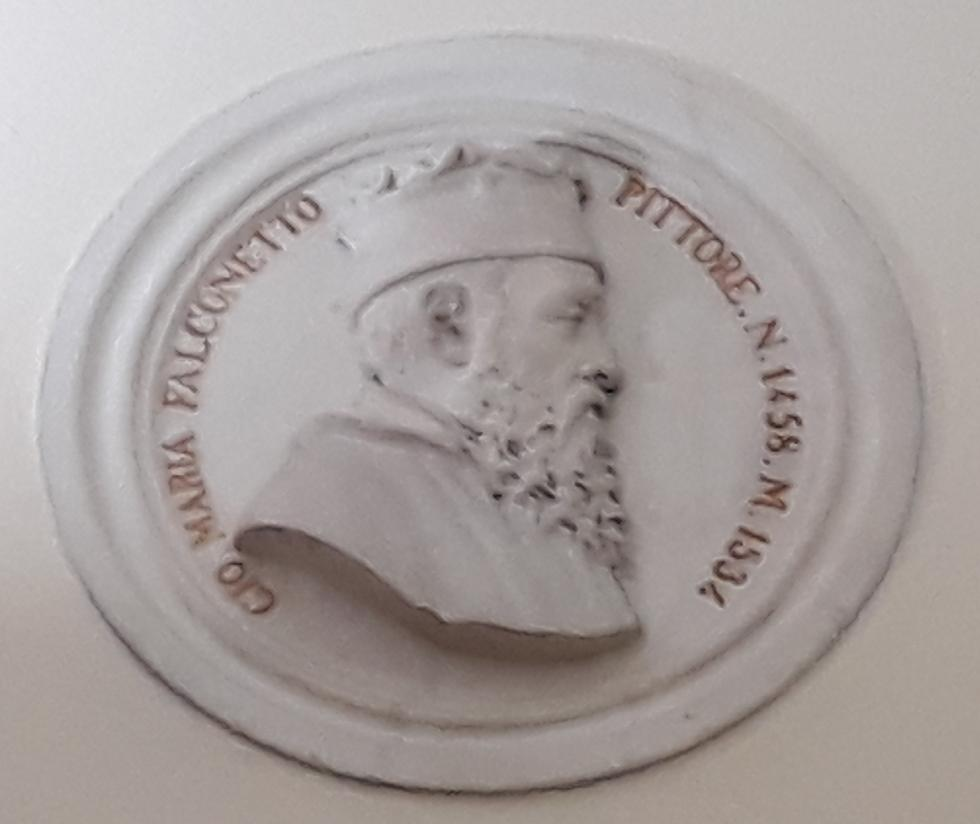
Effigie di Giovanni Maria Falconetto presso la Protomoteca della Biblioteca civica di Verona

Alla realizzazione del complesso architettonico di via del Bersaglio parteciparono numerosi artisti: architetti, pittori e scultori. 
Il progetto dell'impianto della Loggia venne affidato all'architetto e pittore veronese Giovanni Maria Falconetto, scelto
dopo studi, verifiche e riflessioni: in particolare, furono le soluzioni falconettiane per abbellire la casa dove il Cornaro viveva insieme allo zio, a convincere definitivamente il mecenate.
Alvise Cornaro conobbe il Falconetto grazie all'amico comune Pietro Bembo, presso l'abitazione romana del quale i due soggiornarono in occasione di un viaggio per ammirare l'architettura classica presente nell'Urbe, poi riproposta nel progetto e nella realizzazione del complesso.
Le statue in stucco presenti al piano superiore della Loggia portano la firma dello scultore Iacopo Colonna, collaboratore di Jacopo Sansovino, mentre gli interni, con la caratteristica alternanza di affreschi e stucchi, sono probabilmente opera di Ottaviano e Provolo, figli del Falconetto. 
Gli affreschi dell’Odeo, con soggetti tratti dalla pratica dell'alchimia e dal mondo contadino, sono attribuiti a Gualtiero Padovano e a Giovanni da Udine.
Sull'autore degli stucchi, invece, gravano alcune incertezze: con buone probabilità potrebbero essere opera di Tiziano Minio, oppure (meno probabilmente) dei figli del Falconetto.
Le sale ottagonali dell'Odeo sono affrescate con paesaggi ariosi attribuiti a Lambert Sustris, artista olandese operante a Roma, Venezia e Padova a partire dal XVI secolo.

## Ispirazione

### Modelli e fonti classiche greco-romane

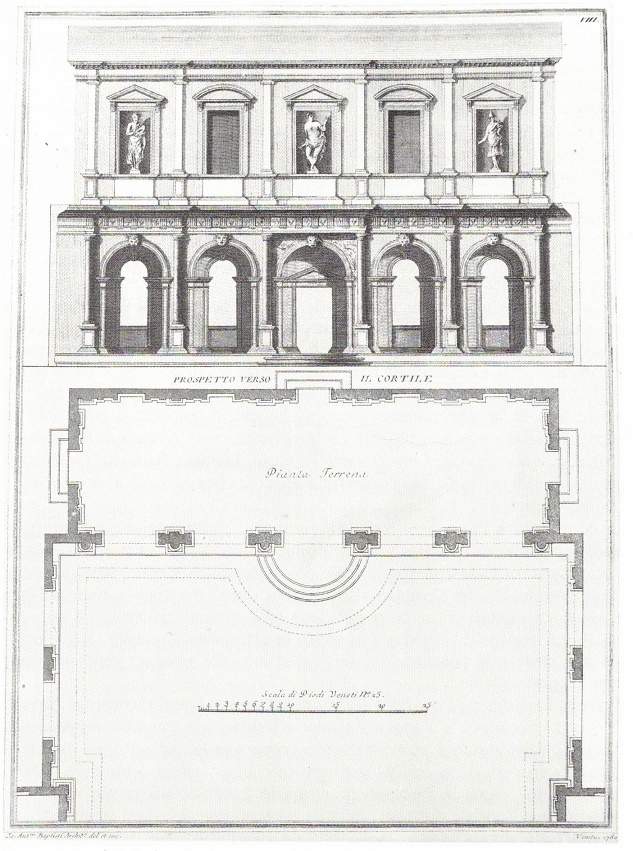
Pianta e alzato della Loggia Cornaro. Incisione di Gio. Antonio Battisti (1780). Venezia, Biblioteca del museo Correr

La scelta complessiva del programma architettonico e delle decorazioni interne ed esterne della struttura è opera dello stesso Cornaro, ed è il frutto sia delle sue letture umanistiche, sia della sua esperienza come spettatore delle opere d'arte romane. Alvise Cornaro si è formato sui testi di Plinio e degli architetti Marco Vitruvio Pollione e Leon Battista Alberti, di cui si dilettava a riprodurre opere sotto la supervisione del pittore e architetto veronese Giovanni Maria Falconetto.
In un soggiorno, in sua compagnia, a Roma dal cardinale Pietro Bembo, Cornaro ebbe l’occasione di ammirare le sculture e gli edifici di gusto classico. 
Tornato a Padova, ispiratosi non solo alle piante, proporzioni e alle forme degli edifici antichi di Roma, ma anche e soprattutto agli hornamenti di questi, decise di riprodurre alcuni dettagli classici tra i quali le statue di divinità greco-romane, l’arco di trionfo romano, il fregio della trabeazione realizzato con un alternarsi di metope e triglifi e delle rosette poste nell’intradosso degli archi.

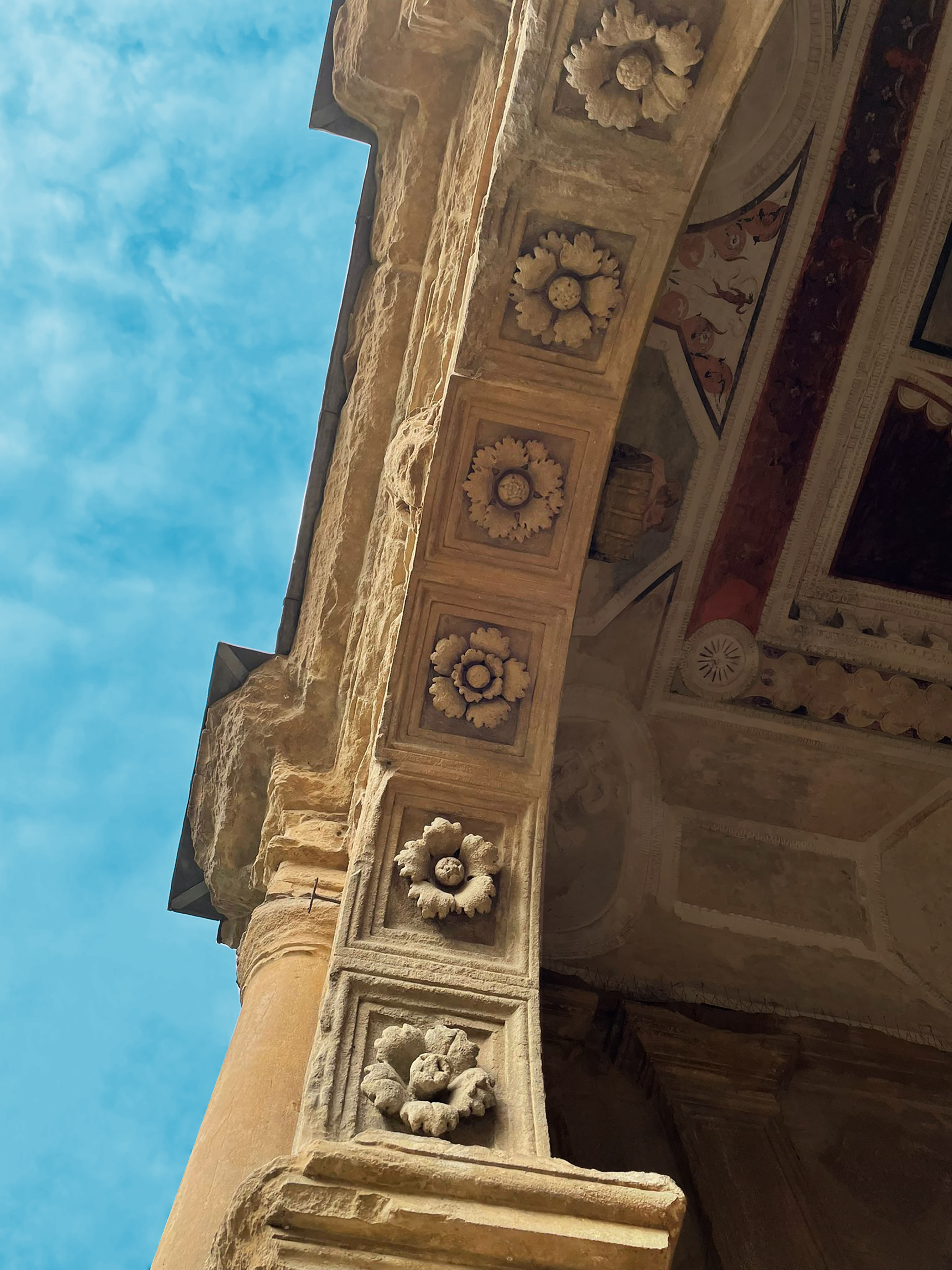
Rosette poste nell'intradosso degli archi della Loggia

La stessa volta a padiglione, che sovrasta la stanza centrale a pianta ottagonale dell'Odeo, presenta delle decorazioni grottesche di evidente ispirazione classica (affreschi che si sono diffusi a Roma e a Mantova proprio nel 1500 in seguito alla scoperta della Domus Aurea di Nerone), ma anche ispirate ai cicli di affreschi delle stanze vaticane di Raffaello.
Nell'opera e nell'attività del Cornaro appare una molteplice conoscenza degli autori antichi, una conoscenza diretta di monumenti dell'antichità e soprattutto la convinzione di poter far rivivere l'antichità in modo utile per il proprio tempo e per la propria vita.
Questa cultura archeologica di Alvise Cornaro, si concretizza soprattutto dopo l'incontro con Giovanni Maria Falconetto, che sino ad allora si era distinto solo come pittore le cui opere testimoniavano una notevole conoscenza dell'antichità.
Negli elementi architettonici della costruzione e della delimitazione laterale della Loggia sono chiaramente riconoscibili le prime esperienze architettoniche veronesi, mentre è evidente il collegamento con il modello del teatro romano, a cui sono ispirate le forme dei capitelli e le decorazioni.
Di ambiente rinascimentale romano è invece il motivo degli archi all'interno della Loggia, che il Falconetto e il Cornaro hanno conosciuto probabilmente in palazzo Baldassini, la sede romana di Pietro Bembo. 
Il Cornaro presenta un modo del tutto nuovo di stabilire rapporti globali con l'antichità in campo architettonico. Come dimostrato da Fritz-Eugen Keller, il Cornaro nella pianta e nella disposizione degli spazi dell'Odeo cita un famoso edificio antico: la Villa di Marco Terenzio Varrone. Sopra all'entrata della loggia è applicato un rilievo che come forma è un evidentissimo richiamo del frontone di un sarcofago antico.
Anche se si tratta dell'imitazione di un rilievo antico, il suo uso come decorazione della porta d'entrata rimanda alla moda del tempo di usar rilievi di sarcofagi antichi come ornamento architettonico. Le figure del rilievo sono copiate da diversi sarcofagi antichi che nel tardo quattrocento e nel primo cinquecento si trovavano a Roma.

### Paradigmi cinquecenteschi

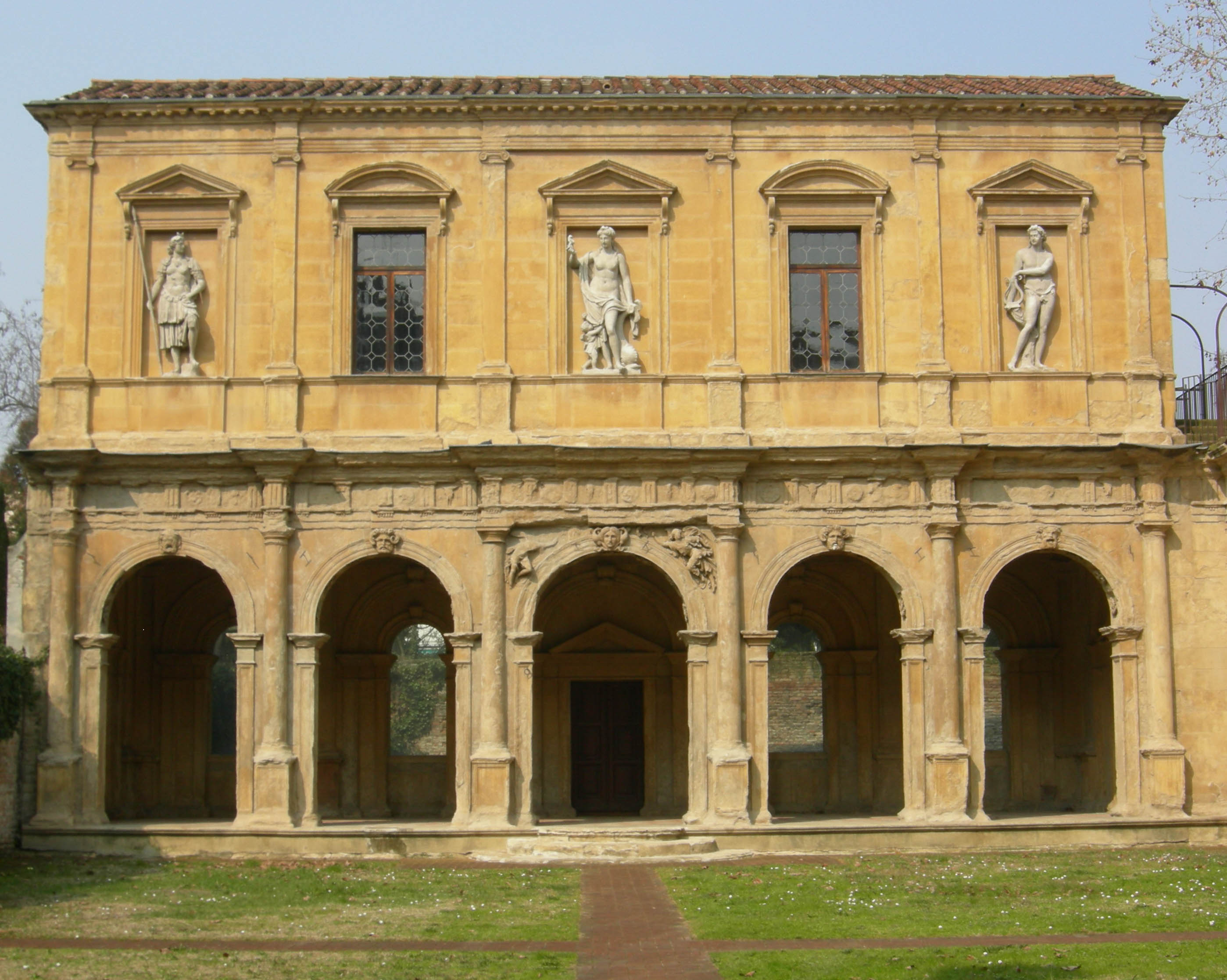
Facciata

La materia architettonica di cui il complesso della Loggia e dell’Odeo Cornaro si fanno portavoce è perfettamente riconducibile ai paradigmi Cinquecenteschi e in linea con il contesto storico-culturale padovano.
Infatti, è appena il 1509 quando Padova, presa d'assedio dalle truppe dell’Imperatore Massimiliano I d'Asburgo durante la guerra della Lega di Cambrai, vede sconvolgersi la consolidata sottomissione alla Repubblica di Venezia, vedendosi aprire di fatto una nuova fase, politicamente instabile, dove però l’architettura si apre a cambiamenti e sperimentazioni di forma e di funzione.
Per quanto prevalga lo spirito medievale su determinati interventi del XVI secolo, la fisionomia di Padova si vede arricchita di inserti architettonici puntuali e in armonia con l’anima della città: la cultura antiquaria continua a manifestarsi come idea cardine del DNA architettonico cittadino, e a questo si accostano richiami introdotti nel corso del terzo decennio del secolo riconducibili alla simbologia del potere.
La Loggia e l'Odeo Cornaro vengono pensati e sviluppati proprio in questo contesto, portando una prima grande ondata di novità per la città. 
La Loggia è frutto della rielaborazione di precedenti romani che riconducono al cortile del Belvedere, alla residenza di Agostino Chigi ideata da Baldassarre Peruzzi e, soprattutto, al cortile di Palazzo Farnese.
Da questo infatti Falconetto riprende gli impianti ottagonali voltati in muratura. 
I richiami si fanno più evidenti se si va a considerare l’Odeo, costituito da uno stretto corpo di fabbrica a due livelli, tripartito in pianta in facciata, al centro del quale si aprono un ambiente ottagonale, sotto, e uno spazio quadrato a livello superiore, affrescato e voltato, destinato alle esecuzioni musicali.
Nel complesso l’ambiente rigenerato da Falconetto risulta essere una sintesi dei temi del teatro privato e del teatro all’antica. 
La scena teatrale infatti si ispira al frons scenae, ornata di mascheroni riconducibili al teatro classico; le cinque arcate abbellite da semicolonne di ordine tuscanico, richiamano gli elementi presenti in alcuni teatri classici, ripresi da Falconetto nella Loggia Cornaro.
Le cinque arcate inoltre si possono ritrovare nel Barco della Regina Cornaro ad Altivole.
Caterina Cornaro arrivò ad Asolo nell’ottobre del 1489, ma rimpiangeva Cipro e la sua corte metà veneziana e metà levantina. 
In Italia soggiornava a Venezia e ad Asolo e la visitavano ospiti molto illustri, ma la frequentavano maggiormente amici e parenti.
Alla corte erano solite, più che rappresentazioni di teatro, feste cortesi e intrattenimenti campestri, e, a tale scopo, tra il 1491 e il 1494, Caterina fece costruire il Bagno nella Val della Regina, e il palazzo nel Barco di Altivole.
Il Bagno era una piccola fabbrica con poche stanze e una grotta che sorgeva sopra una fonte naturale, mentre la residenza ad Altivole, progettata da Pietro Lugato o Francesco Grazioli, rappresentava un grande complesso articolato in più strutture, davanti era presente una corte cinta di muraglie, al centro una fontana e di lato un fabbricato con le barchesse, una cappella, il corpo di guardia e la loggia.
Le notizie relative a feste e recite avvenute nella corte di Asolo si devono ai diari di Marin Sanuto e l’Historia di Caterina Cornaro Regina di Cipro dell'asolano Antonio Colbertaldo.
Colbertaldo incontrò la regina con Taddeo Bovolino, nel 1509, fece parte del consiglio al quale Caterina affidò Asolo, e nel 1510 scrisse e recitò davanti a lei la 'dilettevole pastorale'.
Il registro delle feste comincia nel 1489 con la Visita di omaggio dei Ciprioti, e prosegue con vari festeggiamenti di nozze, tra cui, nel 1495 quello di una damigella di Caterina, descritto da Bembo negli Asolani, con la cornice campestre come ritratto idealizzato del Barco.
Sanuto, invece, fu ospite della famiglia Cornaro nel maggio del 1520 e racconta le due Orazioni scritte e recitate da Ruzante ad Altivole, nella loggia simile a quella padovana; la prima, composta nel 1521, e la seconda recitata nel febbraio del 1528.
Le cinque arcate del Barco, riprese nella loggia Cornaro da Falconetto, ma anche nella Villa Vescovi a Luvigliano dello stesso Falconetto, si evolveranno poi diventando le quinte teatrali riproposte da Palladio nella concezione del Teatro Olimpico di Vicenza nel 1580.

## Loggia

### Architettura

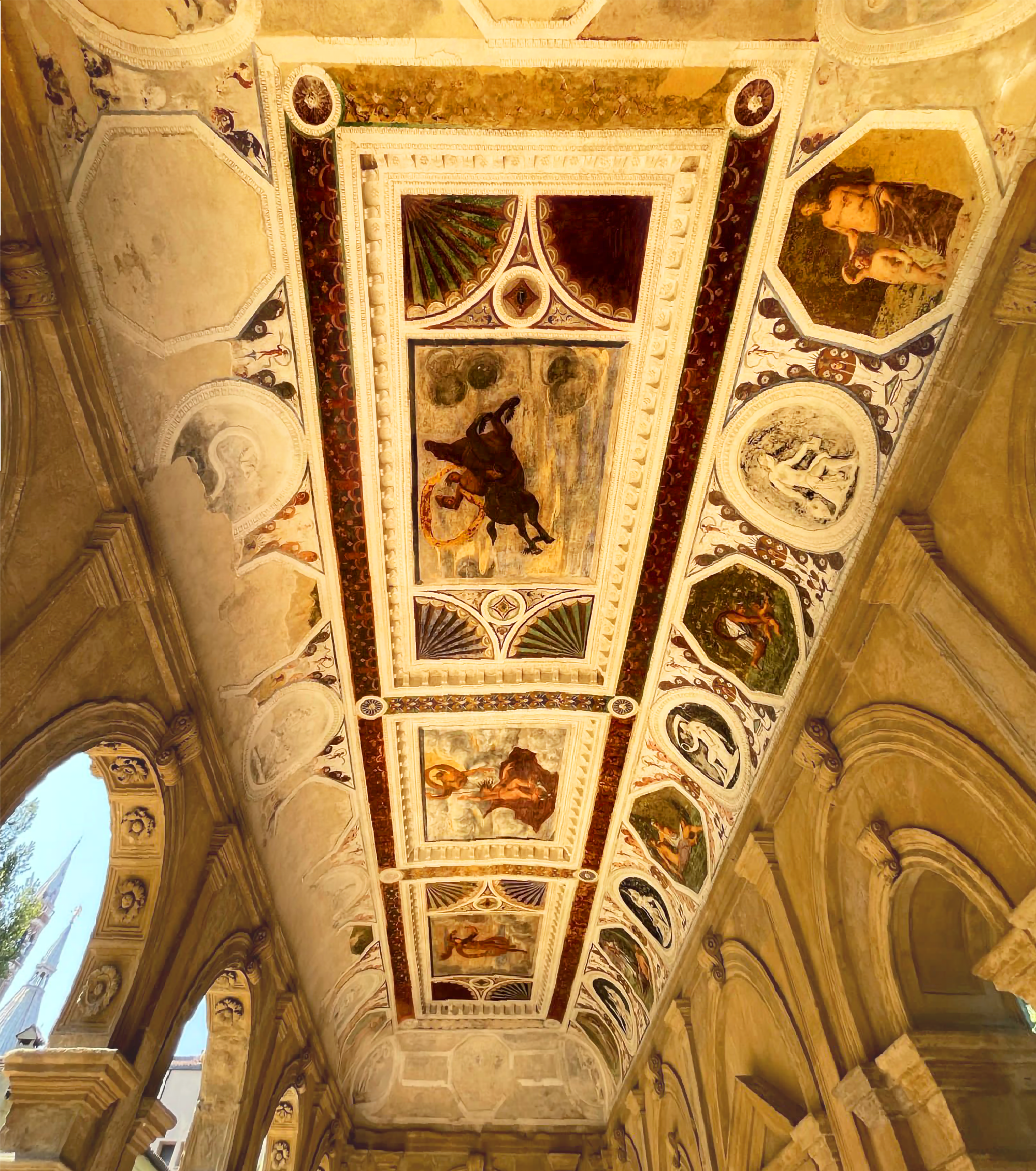
Ciclo pittorico della Loggia

La Loggia Cornaro è un edificio a pianta rettangolare sviluppato su due piani, eretti a dieci anni di distanza l’uno dall’altro a partire dal 1524.
Il limite tra i due piani è facilmente individuabile a occhio nudo per la presenza di una trabeazione e di un'evidente differenza cromatica dovuta al diverso materiale adoperato per la costruzione. La sezione inferiore dell’edificio, più antica, è in pietra di Nanto, molto apprezzata per colore e facilità di lavorazione. 
A causa delle sue caratteristiche gelive e della conseguente deteriorabilità, tuttavia, l'ampia diffusione di cui godette nel corso del Quattrocento subì una battuta d'arresto nel secolo successivo in favore di materiali più resistenti, come quello impiegato per il piano superiore.

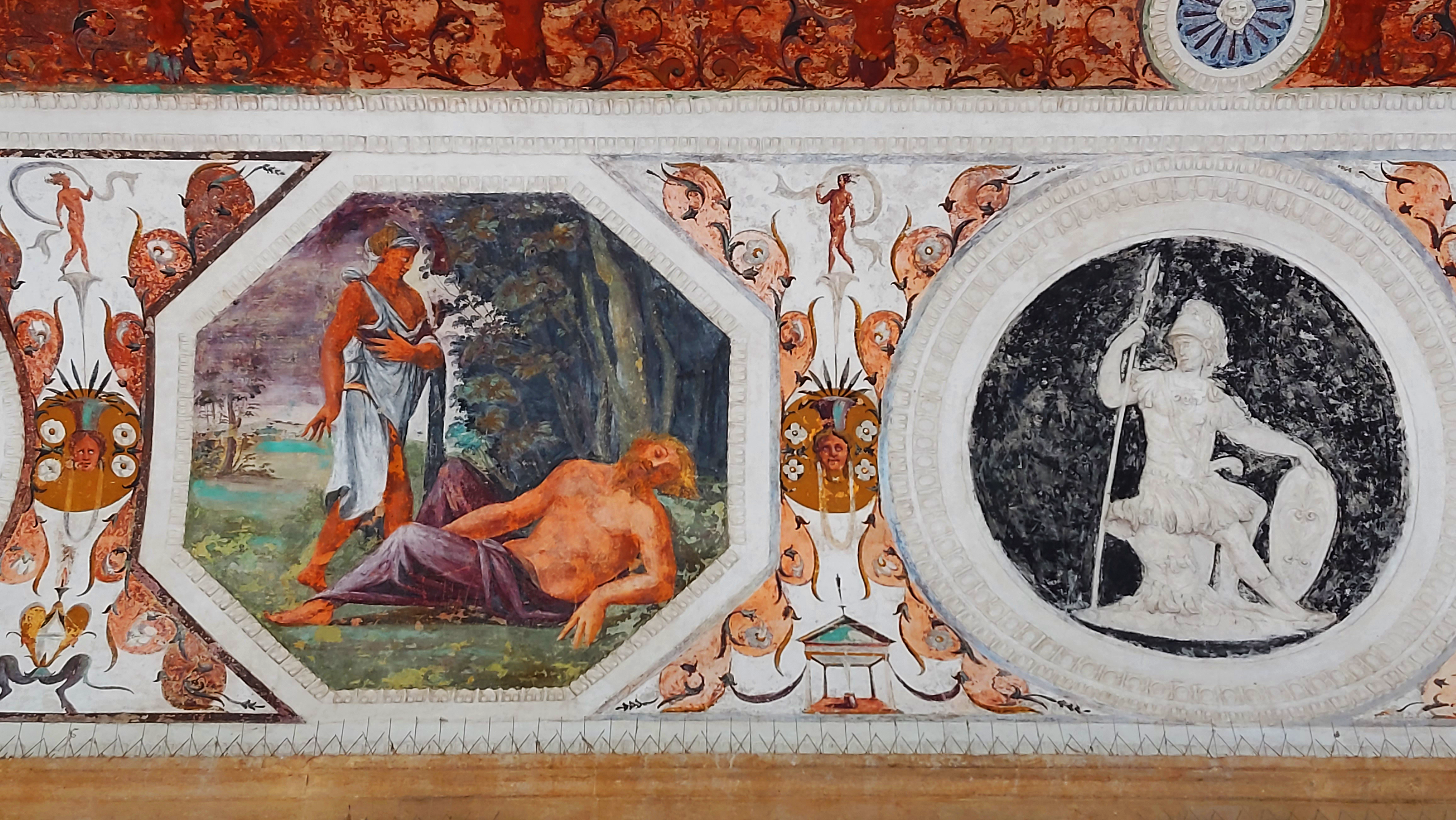
Ciclo pittorico della Loggia

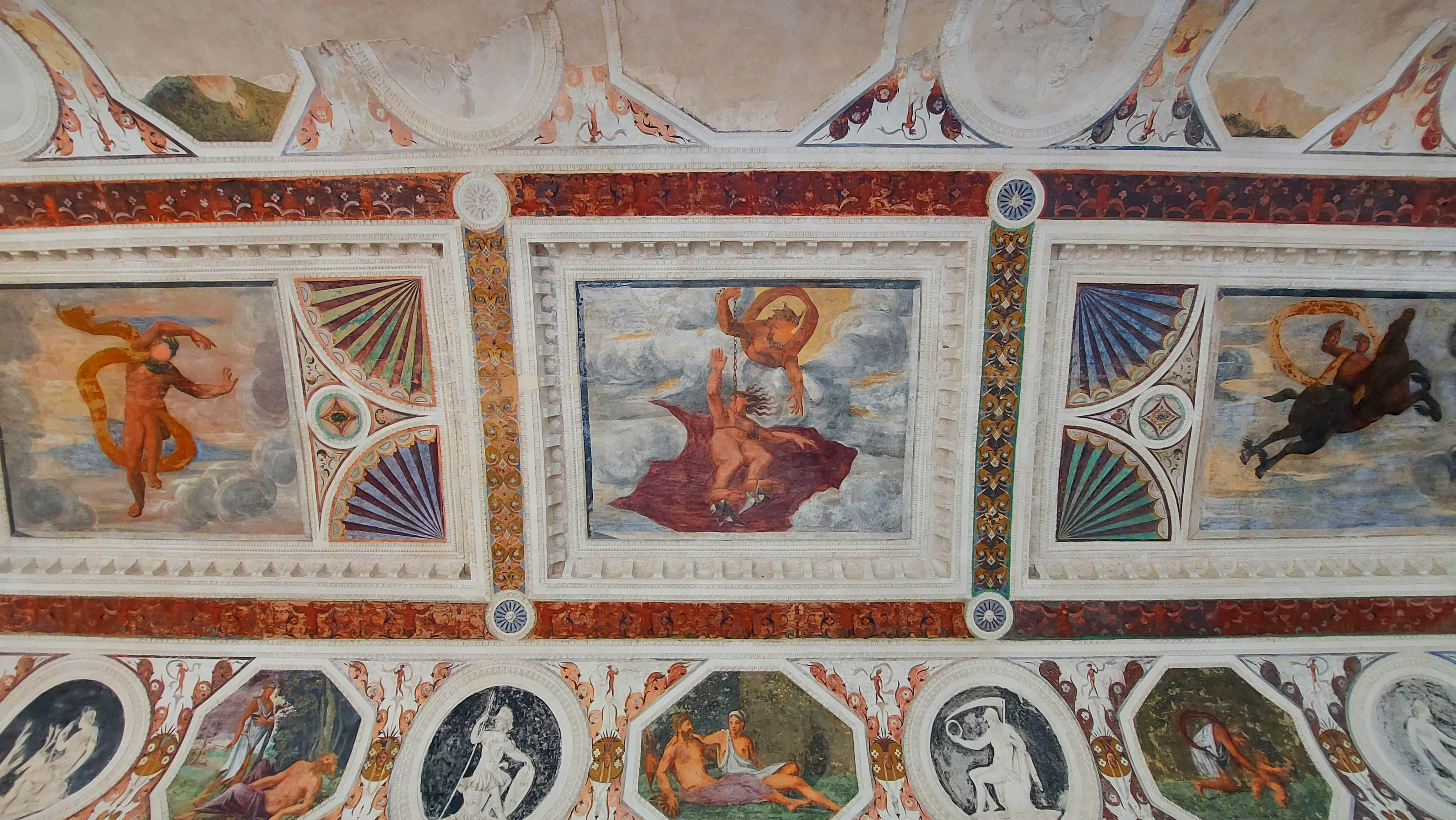
Ingrandimento del ciclo pittorico della Loggia

La facciata è scandita da cinque archi a tutto sesto con pilastri compositi caratterizzati da semicolonne tuscaniche, sulle quali poggia una trabeazione con fregio dorico a metope e triglifi. 
In corrispondenza dell’arco centrale ornato con vittorie alate, chiaro riferimento a un arco di trionfo romano, l’architrave sporge verso l’esterno dell’edificio. 
Nella chiave di tutti e cinque gli archi è presente un mascherone ispirato al teatro classico.
Il Falconetto appone anche in questo caso la propria “firma”: appena sotto l’architrave, infatti, si vede una frase in latino, resa indecifrabile dal deterioramento del materiale.
Al portico inferiore, rialzato rispetto al terreno, si accede mediante tre gradini circolari che formano un emiciclo convesso. 
Sui lati corti dell’edificio si trovano due porte (quella di sinistra è murata) con cimasa a timpano triangolare; sul lato lungo, in corrispondenza delle cinque arcate della facciata, ci sono altrettanti elementi architettonici: quattro finestre centinate e una porta centrale con cimasa a timpano triangolare.
Il soffitto del piano terreno è caratterizzato da un'unica volta a schifo (o a specchio) ospitante tre lacunari affrescati e circondati da una serie di stucchi e pitture a tema mitologico entro cornici geometriche.
La parte superiore della facciata, in materiale più durevole, è scandita di concerto con quella inferiore da cinque finestre: a tre finestre cieche e a timpano triangolare se ne alternano due aperte e a timpano centinato.
Le prime tre ospitano le statue in stucco forte di Diana, Venere e Apollo.

### Fonti e citazioni

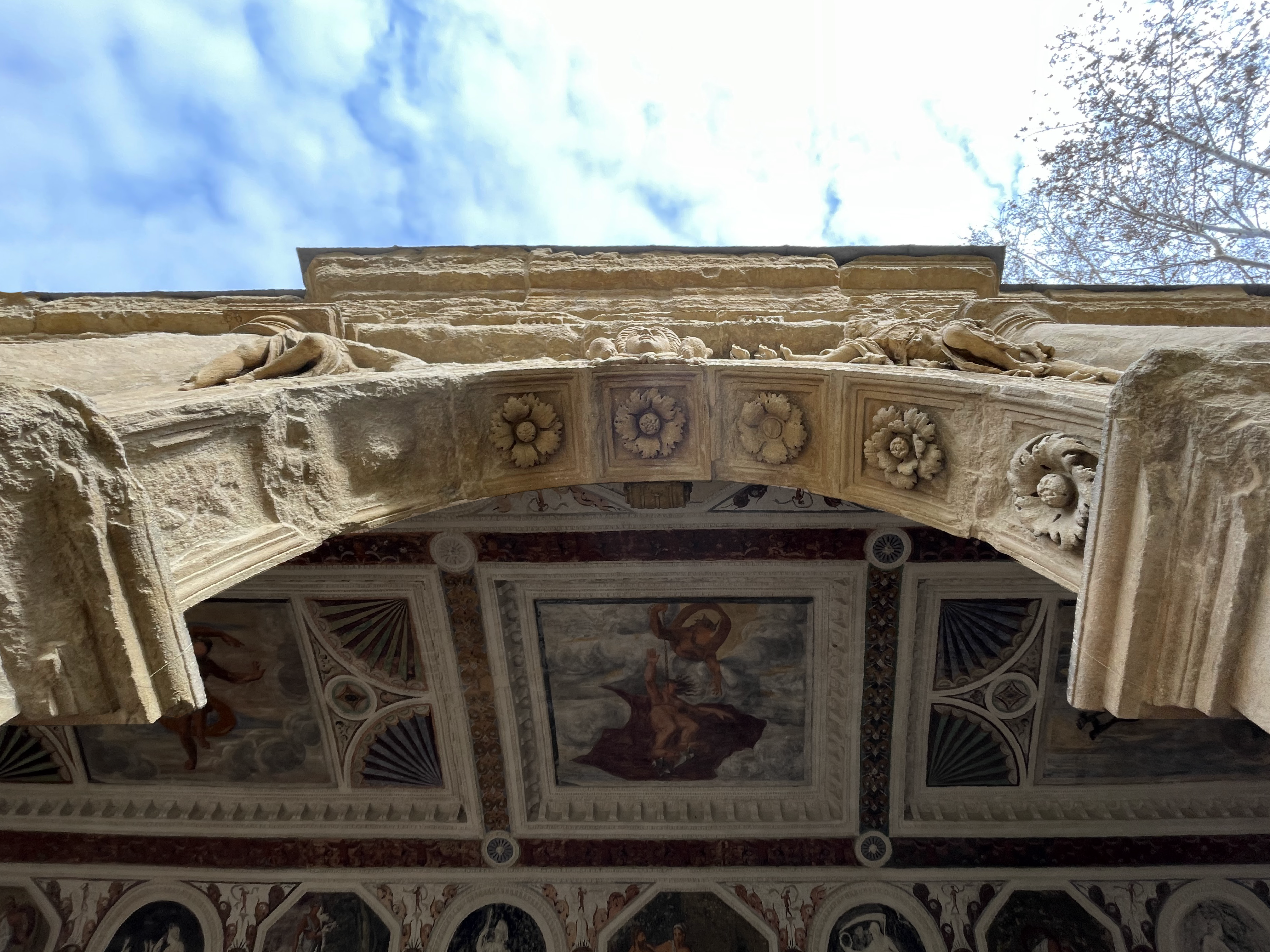
Rosette all'interno dei lacunari

Nella costruzione della Loggia, Cornaro e Falconetto si sono ispirati all'architettura romana conosciuta attraverso l'opera di Vitruvio e le testimonianze ancora conservate.
L'arcata centrale per esempio ripropone l'arco di trionfo romano con tanto di vittorie alate laterali, a celebrare il passaggio dei generali vincitori;
La decorazione interna sulla volta e i soffitti, con alternanza di stucchi e affreschi a temi mitologici, si chiama decorazione alla romana, perché applicata in origine negli antichi palazzi romani.
Sopra all'entrata della loggia è applicato un rilievo che come forma è un evidentissimo richiamo del frontone di un sarcofago antico.
Anche se si tratta dell'imitazione di un rilievo antico, il suo uso come decorazione della porta d'entrata rimanda alla moda del tempo di usar rilievi di sarcofagi antichi come ornamento architettonico. Le figure del rilievo sono copiate da diversi sarcofagi antichi che nel tardo quattrocento e nel primo cinquecento si trovavano a Roma.
Nella facciata i seguenti elementi sono evidenti citazioni di edifici classici:
- le rosette all'interno dei lacunari presenti nell'intradosso degli archi, riprese dalle antiche decorazioni delle terme romane, ma visibili anche nell'arco di ingresso del Pantheon;

- la trabeazione, caratterizzata da un fregio dorico decorato con un'alternanza di triglifi e di metope (bassorilievi ora circolari a forma di patera, scodella impiegata per le libagioni durante i sacrifici, ora a forma di bucrano);

- anche le statue che occupano le tre finestre cieche del piano superiore rimandano alla mitologia e all'arte romane e sono riconoscibili per una serie di attributi che appartengono all'iconografia classica.

Di seguito le si descrivono brevemente.
Diana
Figlia di Giove e Latona e sorella gemella di Apollo, abita con il fratello sul Monte Olimpo. Il suo carattere originario, precedente a quello che assumerà nelle versioni più diffuse del mito greco, la vuole divinità ctonia, protettrice della natura selvaggia. Solo in seguito la sua immagine si identificò con quella di Selene, dea della Luna. Diana è divinità preposta alle attività venatorie ed è caratterizzata dalla castità, virtù che condivide con le ninfe sue compagne. I principali episodi della sua storia, corrispondenti ad altrettanti soggetti iconografici, sono tratti per lo più dai Fasti e dalle Metamorfosi di Ovidio e da alcuni Dialoghi di Dèi e di Cortigiane di Luciano di Samosata: Diana e Atteone, Diana ed Endimione, Diana e Callisto.
Venere celeste
I tre attributi del delfino, di Cupido e infine di una fiaccola fiammante che tiene nella destra la identifica con la Venere celeste. Il tema della Venere celeste si rifà alla dottrina platonica dell’amore, che Marsilio Ficino riprende e sviluppa interpretando l’amore sia come mezzo per arrivare a Dio attraverso la bellezza, sia come principio di vita.
Apollo Citaredo
Nella religione greca e romana, Apollo è il dio del sole, della musica, delle arti mediche, delle scienze, dell'intelletto e della profezia. Capo delle Muse, in quanto dio delle arti, il suo attributo principale è la lira. Apollo viene descritto anche come un arciere provetto in grado di infliggere, con la sua arma, terribili pestilenze ai popoli che lo osteggiavano. Come protettore della città e del tempio di Delfi, Apollo è anche venerato come dio oracolatore capace di svelare il futuro agli uomini tramite la Pizia, sua devota sacerdotessa; anche per questo era adorato nell'antichità come uno delle più importanti divinità olimpiche.

### Cicli figurativi, tecniche e iconografia

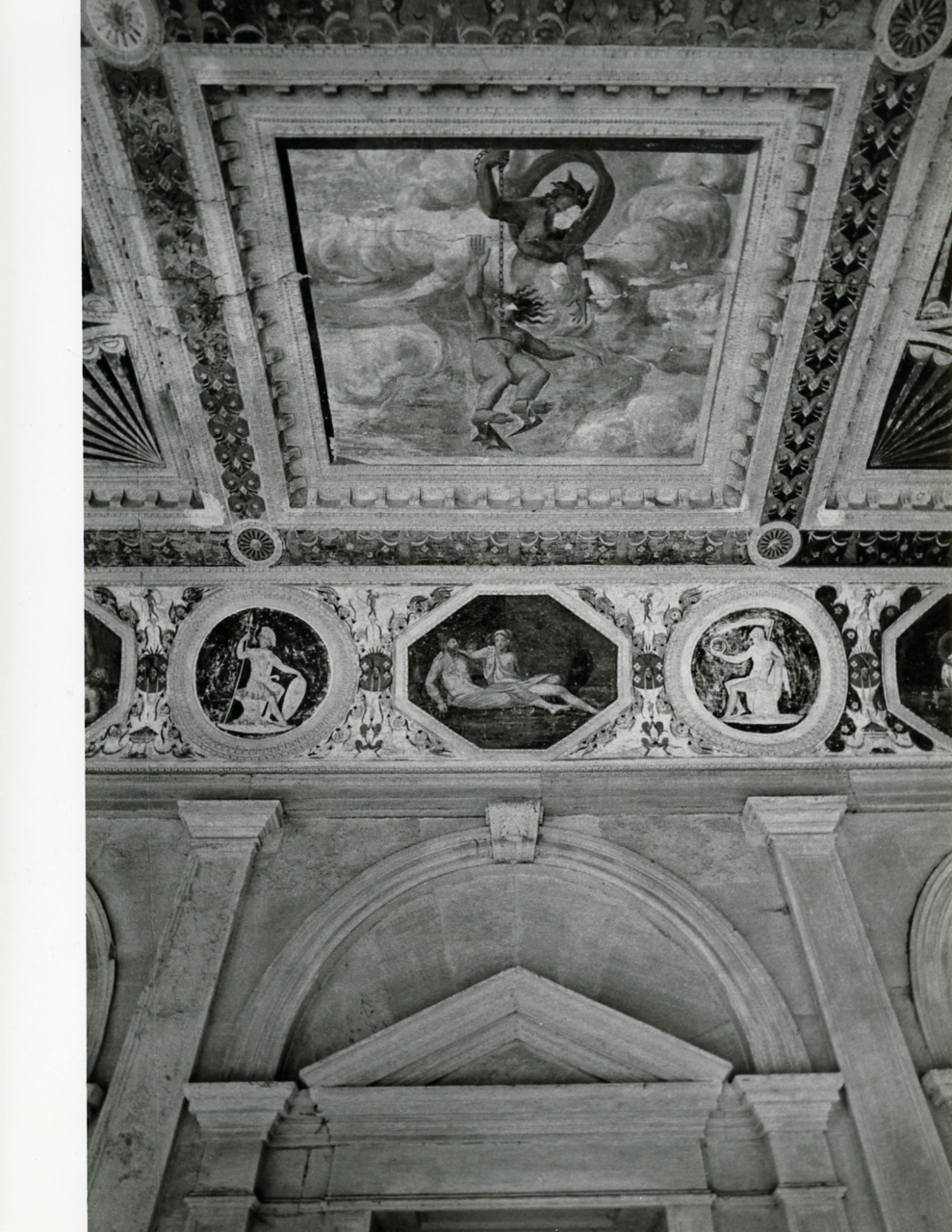
Il soffitto affrescato della Loggia in una foto di Paolo Monti del 1967. Fondo Paolo Monti, BEIC

L’arcata centrale del piano terreno della Loggia è caratterizzata da due Vittorie alate. 
Le due figure volanti, il cui chiaroscuro quasi pittorico è enfatizzato dalla pietra di Nanto, sembrano scuotere le ali, le vesti sono mosse dal vento, le membra sono modellate delicatamente, ma quasi ansiose di uscire dal piccolo spazio che le racchiude, rafforzato anche dalla posizione delle ginocchia piegate in avanti e delle braccia protese. 
Lo stato di conservazione delle pitture e degli stucchi presenti nella volta del portico, complessivamente quasi un revival del mondo classico, è tale che ogni tentativo di interpretare il contenuto delle singole scene come elementi di un ciclo diventa estremamente difficile, se non impossibile.
Identica incertezza grava sulla paternità dei dipinti e degli stucchi e sulla data di esecuzione dei lavori.
Le cornici tonde contengono pianeti (Luna, Marte, Saturno e Venere) mentre le scene nelle cinque cornici rimaste leggibili non hanno ancora trovato una spiegazione definitiva. 
Le ipotesi spaziano dalla «intera rappresentazione della vita terrena» a qualche mito di Bacco non meglio identificato.
Nel primo dei tre compartimenti maggiori della volta si è potuta identificare la punizione di Giunone; nel secondo, Perseo a cavallo con la testa della Medusa.
La terza figura, invece, rimane senza un titolo sicuro. 
Il secondo piano della Loggia, di ordine ionico, presenta cinque finestre, tre delle quali occupate da altrettante statue che raffigurano, da sinistra a destra, Diana, Venere e Apollo, colti in atteggiamenti, fattezze e proporzioni di gusto manierista. 
Diana è in abito da cacciatrice: nella destra tiene una lancia; nella sinistra, un lembo del mantello.
Il capo è coronato dall’emblema della mezzaluna, una piccola testa leonina le adorna la parte inferiore della gola e una sottile fascia annodata le stringe la vita. 
Manifesta un atteggiamento guerriero, sottolineato dalla posa della gamba sinistra con il ginocchio sollevato.
Nella nicchia centrale è Venere marina, con accanto un delfino. 
Ha lunghi capelli che le cadono sulle spalle e nella destra stringe una fiamma.
È nuda, coperta solo da uno stretto manto che le drappeggia il braccio destro e un piccolo Cupido le cinge un ginocchio. 
Apollo, ultimo sulla destra, tiene con entrambe le mani la lira ed è completamente nudo, tranne che per alcuni tralci di vite che gli cingono la vita. 
Il significato originale delle tre statue non è del tutto chiaro. 
Un'ipotesi che gode di un certo credito li vuole emblema della notte (Diana, la luce lunare), del giorno (Apollo, dio del sole) e della Venere “celeste” (Venere, corredata di fiaccola e amorino).
 
Anche la paternità delle sculture è controversa: alcuni le attribuiscono al Dentone, altri al Mosca. 
Secondo il Vasari, invece, sarebbero opera di Jacopo Colonna.

### Loggia come scenografia delle commedie del Ruzante

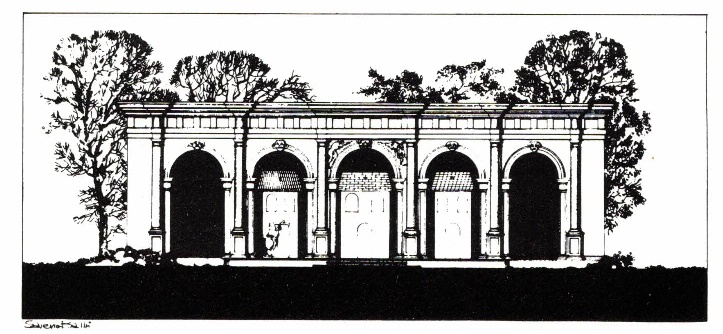
Ricostruzione della scena della loggia, ipotesi di Ludovico Zorzi

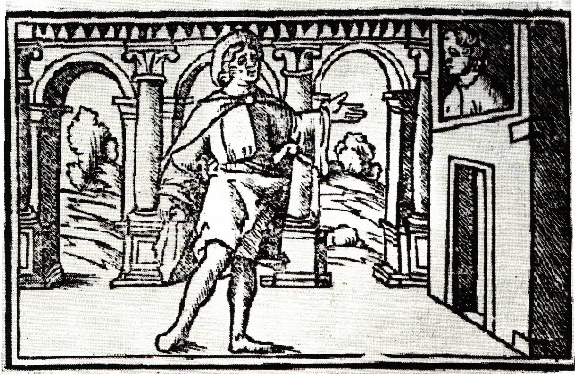
Recitazione all'interno della loggia

La Loggia è un ambiente costruito appositamente per le rappresentazioni teatrali: disposizione, dimensioni e progetto dell’edificio, infatti, sono stati studiati per offrire ai drammaturghi uno spazio adatto e di facile impiego.
La sua realizzazione ha tenuto nella debita considerazione tutte le persone coinvolte nella messa in scena: dall'autore e dallo scenografo, che trovano soddisfatta ogni loro esigenza, al pubblico, che riesce a vedere agevolmente la scena da qualunque angolazione.
Dopo il trasferimento a Padova, Angelo Beolco, detto il Ruzante, incomincia a lavorare per il suo amico e ospite Alvise Cornaro. 
Inizialmente le sue commedie vanno in scena in un piccolo teatro provvisorio allestito all'interno dell'abitazione; ultimati nel 1524 i lavori della Loggia, 
le rappresentazioni avranno luogo negli spazi studiati dal Falconetto.
L’edificio finito è completo, provvisto com'è di una scena frontale (dapprima a un solo livello), di un porticato e, infine, di un ambiente antistante per ospitare il pubblico.
Il Ruzante impiega largamente le porte praticabili sui lati corti della struttura, alla quale aggiunge di solito uno o più casamenti per nascondere i personaggi e creare ambientazioni differenziate.
Lo spazio occupato in questo modo, però, richiede di aggiungere frontalmente alla scena una pedana lignea, che ricorda il proskenion greco, per offrire maggiore libertà di manovra agli attori.
All'analisi, le commedie ruzantine presuppongono la presenza di uno sfondo dipinto, tipicamente una scena urbana, rappresentata con una prospettiva elementare (anche questa, forse, realizzata dal Falconetto).
Il piano superiore della Loggia, costruito in un momento successivo, verrà impiegato o come magazzino o come postazione supplementare da cui recitare dietro le due finestre aperte.

## Odeo

### Architettura

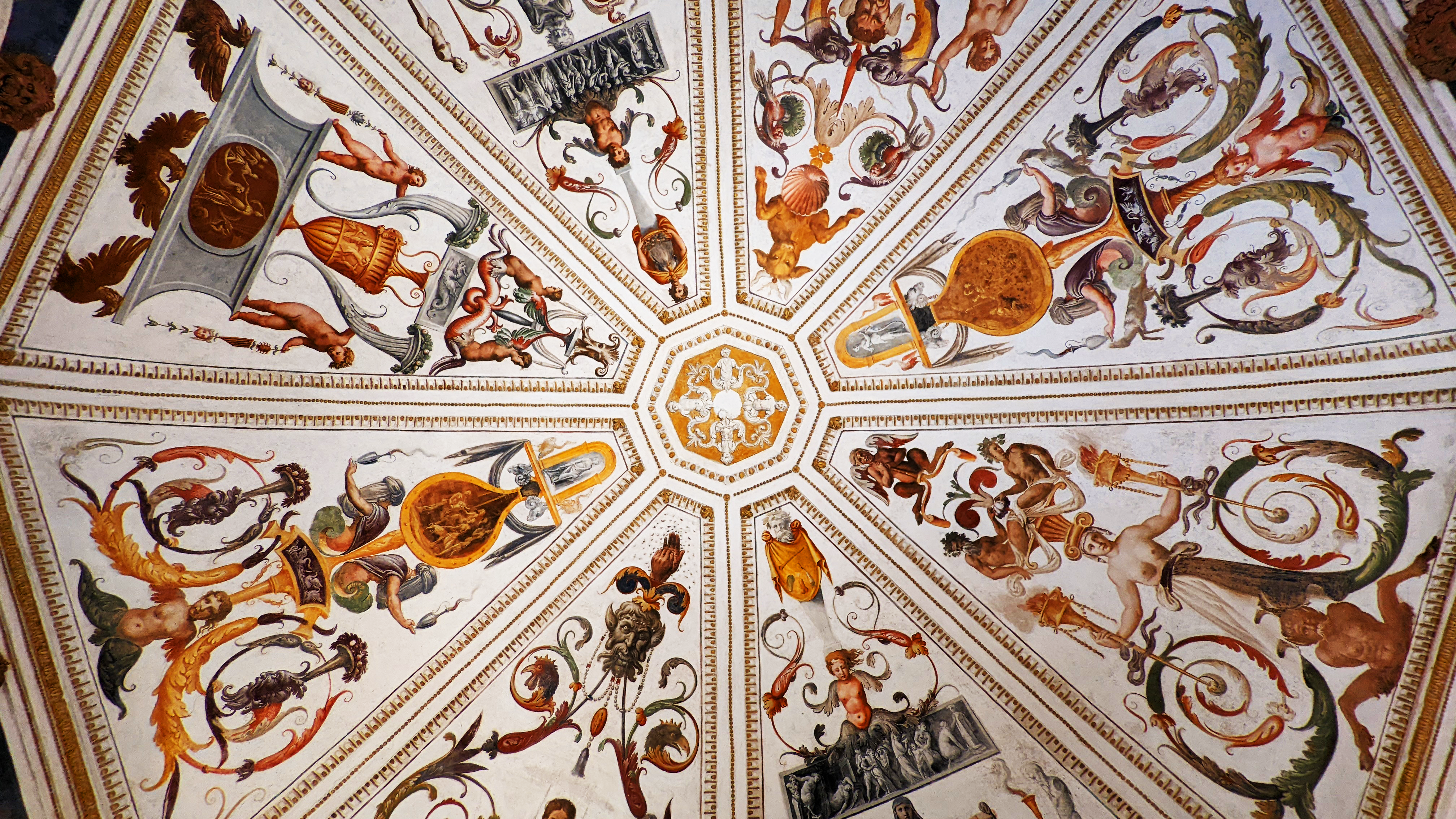
Volta dell'Odeo

L’Odeo è la sezione del complesso dedicata alla musica: al suo interno, infatti, il Cornaro e i suoi amici si riunivano per ascoltare esibizioni strumentali e vocali, favoriti dall'acustica perfetta degli ambienti. 
Si ritiene che il suo impianto architettonico sia frutto della stretta collaborazione tra il padrone di casa e il Falconetto.
La struttura consiste in una pianta a base rettangolare, che però «insiste su un ottangulo centrale».
La facciata esterna è divisa in due ordini. L’ordine inferiore presenta una scansione di paraste doriche, due finestre cieche timpanate dove sono inseriti due rilievi, un’arcata d’ingresso con due Vittorie nei pennacchi e una trabeazione leggera con pochi triglifi. Al centro è presente una nicchia, il cui andamento viene ripreso dai gradini della scala d’ingresso, probabilmente ispirata al nicchione del Belvedere a Roma. Le due Vittorie sono state rappresentate con una precisa cura ai dettagli, la quale caratterizza anche la testa femminile, situata nella chiave dell’arco d’ingresso, dandole espressività teatrale.
Le due edicole ai lati dell’ingresso ospitano due figure: a sinistra una figura maschile alata con una saetta in mano, delle fiamme che fuoriescono dalla sua testa, un serpente che gli avvolge il corpo e tre teste di animali sul suo petto; a destra una figura femminile, anch’essa avvolta da un serpente, intenta a calpestare tre teste, una di uomo, una di cavallo e una di cane. La rappresentazione di queste tre teste unite riprende un’iconografia contenuta negli Hieroglyphica di Pierio Valeriano, il cui libro XLIX venne dedicato proprio ad Alvise Cornaro. Il significato e l’interpretazione di tali sculture è ancora criptica, ma l’ipotesi più plausibile per ora associa al rilievo a sinistra il simbolo del Sole e alla figura a destra il simbolo della Luna. In particolare, per la prima delle due sculture è molto probabile che sia stato preso come modello il rilievo marmoreo del dio orfico Phanes, presente a Modena, il quale denota delle caratteristiche formali molto simili a quelle riscontrabili nella figura posta sulla facciata dell’Odeo.
Nell’ordine superiore si trova un loggiato composto da tre aperture, in chiara contrapposizione con il livello sottostante, che si presenta come una parete piena, la cui apertura è la nicchia d’ingresso. Allo stesso livello si trovano poi paraste di ordine ionico, mascheroni nelle chiavi degli archi e una cornice decorata con gruppi di tre teste di leoni e fauni e bucrani e festoni.
Nel Settimo Libro d’Architettura (1575), il Serlio rivela che negli interni dell'Odeo il Cornaro applicò le sue profonde conoscenze dell'arte antica («tal cosa haveva veduta nelle rovine antiche»): «freschissimo la state et caldo l’invernata», scrive, senza l'accensione di fiamme libere all’interno del complesso, ma grazie all’impiego di fuochi sotto il pavimento, di modo tale che «gli strumenti musicali non assorbiranno per l’humidità, ne si fenderanno per violento calore del vivo fuoco» (il controllo dell'umidità nelle stanze per la musica era vitale per preservare l'integrità degli strumenti musicali, costruiti per lo più in legno).
Questo particolare tipo di riscaldamento (l'odierno riscaldamento a pavimento) trae origine dal cosiddetto ipocausto delle terme romane, che consisteva nel passaggio di aria calda in fessure poste sotto la pavimentazione delle terme.
Le tecniche costruttive mutuate dall'antichità aiutano Alvise Cornaro anche sul versante dell'acustica.
È sempre il Serlio a registrare l'adozione dell'espediente dei cosiddetti “vasi vuoti”, «perché gli angoli della volta v’anderia gran riempimento di materia soda» affinché l'acustica risultasse perfetta.

### Fonti e citazioni

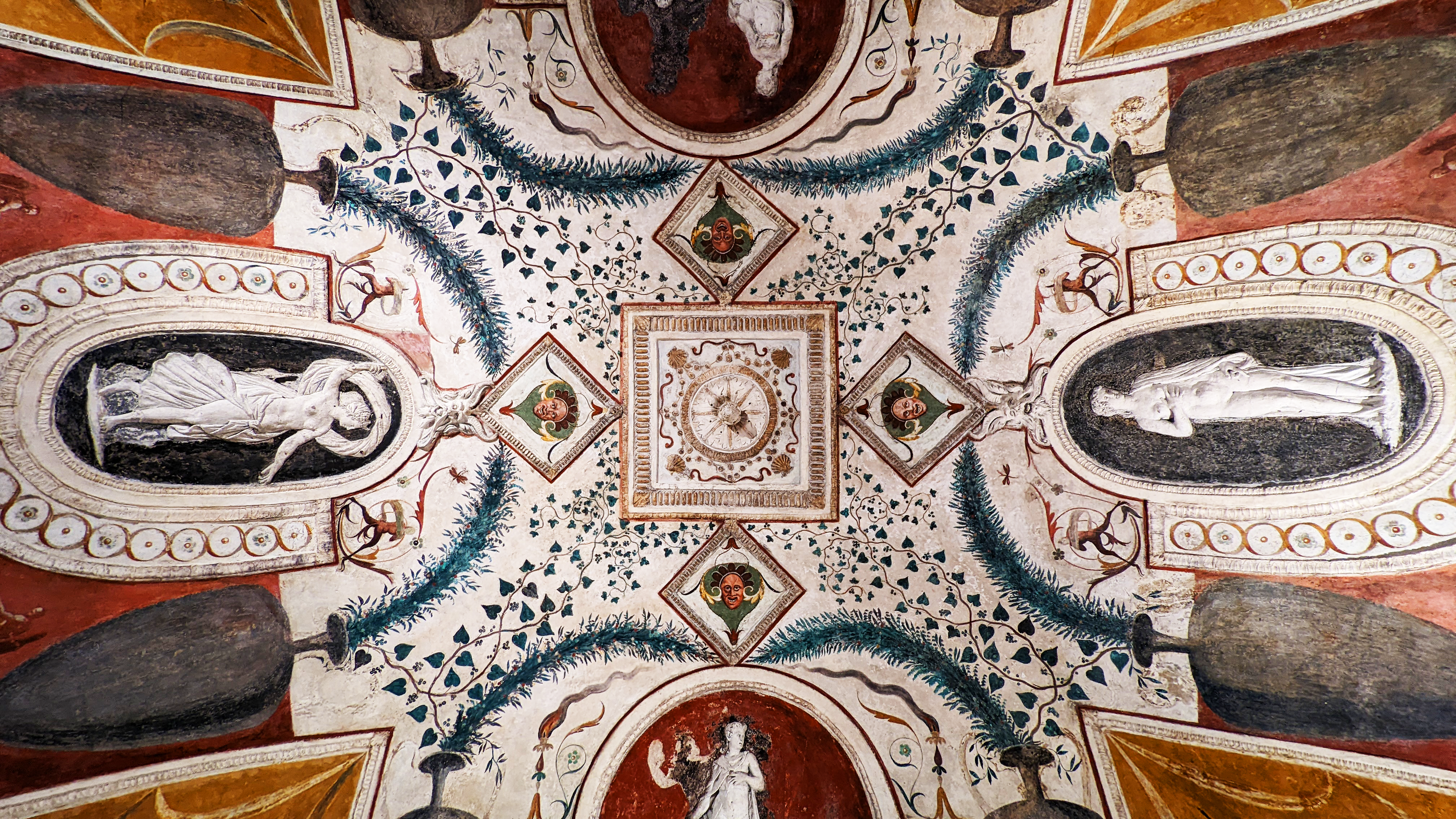
Soffitto dell'Odeo

La definizione di Odèo corrisponde alla traduzione in latino e greco per “appartamento per fare musica” come lo definì intorno al 1542 il Serlio.
La struttura a pianta ottagonale dell'Odèo potrebbe essere stata ispirata dal rudere delle Terme di Cassino copiato in un disegno da Giuliano da Sangallo in cui il rudere è definito erroneamente parte della celebre villa cassinate di Varrone descritta in una lettera a Cicerone. Una copia di questa riproduzione è presente nel Codice Corner. L'elemento più importante della costruzione antica è costituito da uno spazio centrale ottagonale a volta munito di nicchie sui lati in diagonale e da una serie di spazi laterali disposti simmetricamente. Marco Terenzio Varrone era noto ad Alvise Cornaro anche per il suo famosissimo trattato "De re rustica" a cui il Cornaro si riferisce ripetutamente nei suoi scritti. 
Un'altra analogia la troviamo nella struttura di Villa Adriana “La piazza d'oro”: oltre che a un piccolo oculo superiore, le sue sole prese di luce sono due ampie finestre arcuate aperte sulle pareti di fondo dei due vani che si diramano nella direzione ortogonale all'ingresso che in antico si aprivano su due prospettive interne a un giardino.
La loro influenza sui progetti del Belvedere e delle ville Madama, Barbaro e Aldobrandini proprio come sarebbe stato riproposto nel cortile padovano.
Anche la galleria sotterranea a comunicazione segreta dei giardini a cui si accenna in alcune fonti e che non è stata ancora identificata, è un elemento che si riscontra in dimore romane di grande prestigio fra Roma e la Campania come Villa Adriana di Tivoli.
Essa non è da confondersi col criptoportico tipo di ambulacro sotterraneo sempre concluso in sé, ma struttura destinata a far comunicare vari settori di una villa utilizzato per svariati motivi, come ad esempio la Grotta di Seiano che serviva la Villa Pausilypon di Pollio Felice a Napoli.
Il cortile Cornaro comunicava infatti, tramite un lungo passaggio sotterraneo, con un altro giardino, collegato ad un approdo fluviale privato, come realizzato dal Peruzzi alla Farnesina sul Tevere.

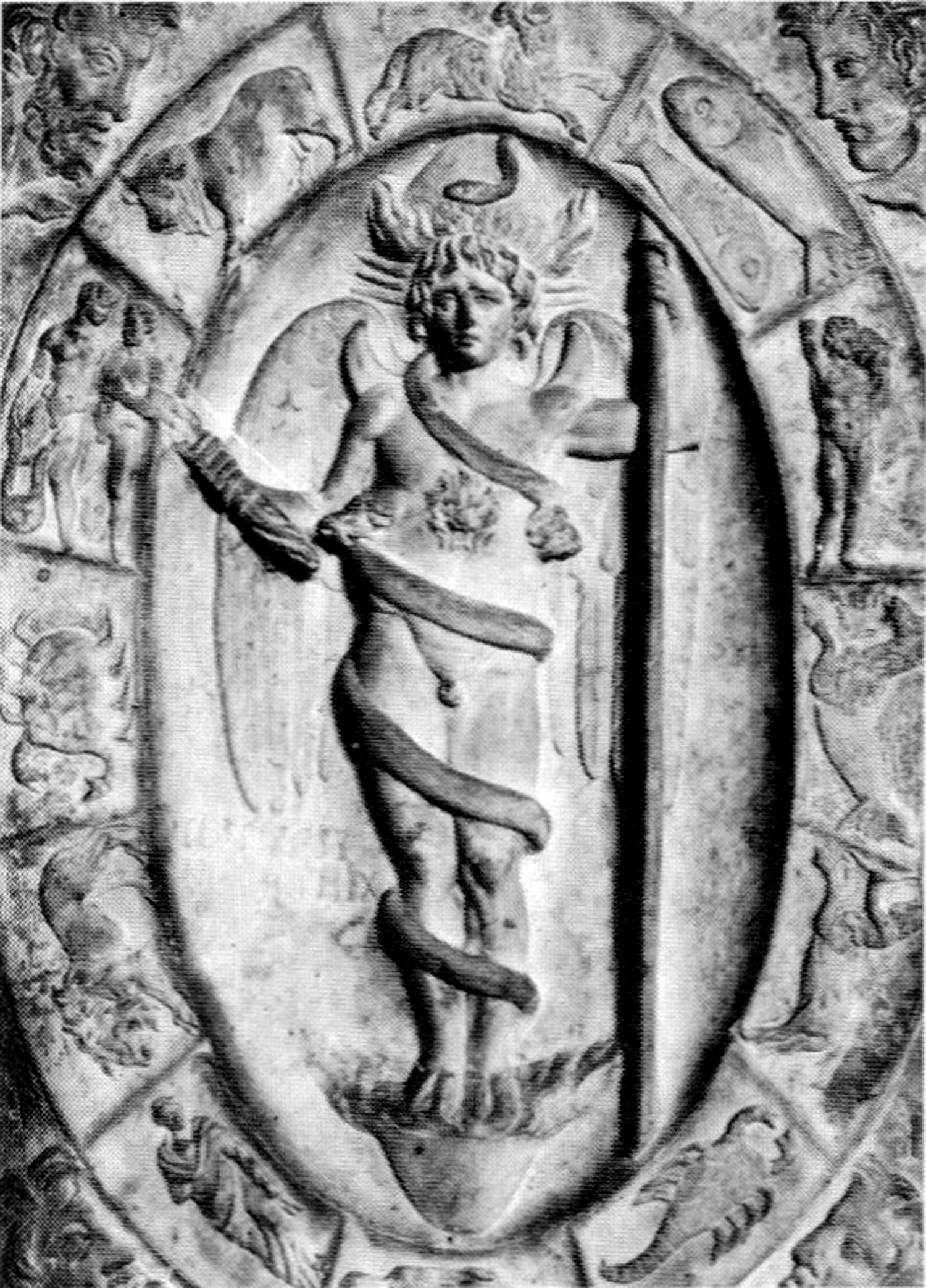
Aion (o Phanes) divinità maschile all'interno della ruota. Zodiacale .cm 74x49.Modena Museo Estense.

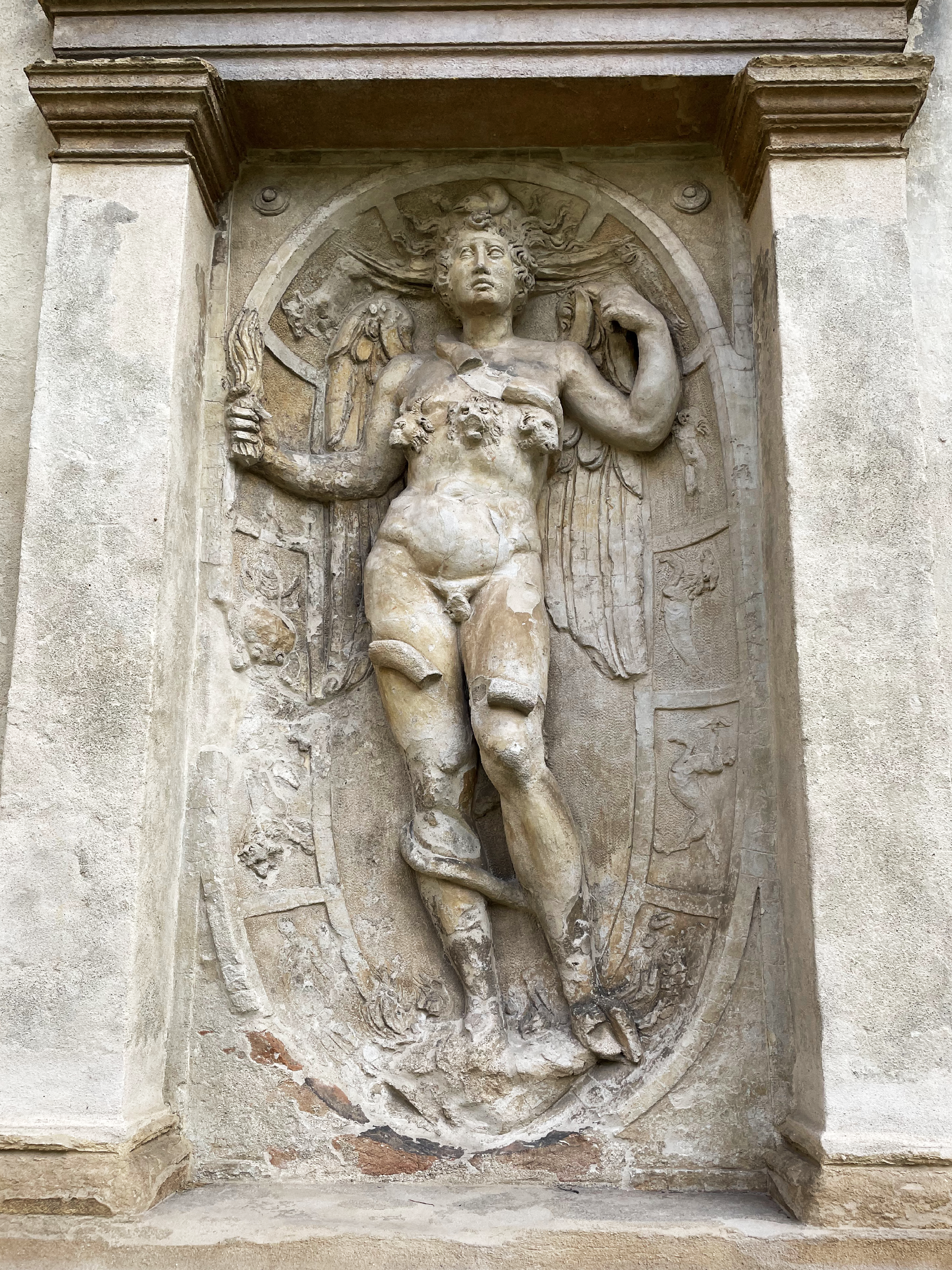
Dio Phanes, Odeo

Il Cornaro si attiene ai modelli antichi anche riguardo alla decorazione essendo già da tempo in uso di decorare l'esterno degli edifici con rilievi anticheggianti. La facciata dell'Odèo presenta ai lati dell'ingresso entro due nicchie le figure in stucco raffiguranti il “Sole e la “Luna”. Entrambe insieme rappresentano il tempo cui è sottoposto il corso del mondo e del cosmo. 
La raffigurazione del Sole deriva dal rilievo tardo romano di Phanes o “Aion” della Galleria Estense di Modena. Si trattava di un rilievo allora conosciutissimo. Veniva interpretato come allegoria del tempo: nella figura maschile retta si vede il sole, autore del tempo, che agisce nel passato, nel presente, nel futuro, come accenna il Signum riciput sul suo petto, cioè le tre piccole teste leonine, ulteriore riferimento alla voracità del tempo. 
La figura della Luna deriva dal modello della “Venere pudica” secondo la tradizione quattrocentesca, anche se tutti gli elementi simbolici suggeriscono Diana/Luna. La figura femminile è infatti avvolta da un serpente, circondata da pampini e sta sopra un Signum triciput, la cui composizione (tre teste: cane, uomo barbuto e cavallo) secondo Piero Valeriano rimanda a Diana (Luna).
Nella volta a botte dell'andito di ingresso la distribuzione delle raffigurazioni risulta in uno schema geometrico ripreso dal tempio di Bacco a Roma.
Nella crociera di sinistra del salone centrale le figure all'interno di esagoni fanno riferimento a rilievi di età romana.
Sul lato destro la decorazione del soffitto presenta motivi floreali e negli stucchi animali in lotta tra loro; il motivo floreale deriva dalla decorazione del soffitto dell'arca di Sant'Antonio nella Basilica del Santo (iscrizione sul soffitto).
Nella sala a destra dell'ingresso fregi decorati con grottesche (figure fitomorfe) al di sotto dei quali sono rappresentati Trionfo di condottiero romano per ogni parete che riprende i trionfi del Mantegna per i Gonzaga ed alla sala dei Trionfi del palazzo Te di Mantova.
Gli stucchi sono attribuiti a Tiziano Minio.
Nella sala a sinistra dell'ingresso nei quattro angoli che racchiudono l'ovale centrale sono rappresentati i putti con serpenti ideati dal Falconetto per il soffitto della cappella al Santo e ripresi anche nelle sale con Trionfo e con Ercole.
Le grottesche delle vele del soffitto della stanza ottagona sono state attribuite Gualtiero dall'Arzare ed i paesaggi a Lambert Sustris.
Il finto rilievo con Scena bacchica deriva dal sarcofago di Bacco che si trovava nel Cinquecento nel cortile della chiesa dei S. Cosma e Damiano a Roma mentre la grottesca con il toro da una stampa di Agostino Veneziano.
La stanza con Apollo e Bacco ed una scena con “Baccanali”: Apollo deriva da quella dipinta da Raffaello nella stanza vaticana dove è situata La scuola di Atene, Bacco dalla stampa di Baccanale di Andrea Mantegna. 
La scena con Baccanali dallo studio di Tiziano per lo studiolo di Alfonso D'Este; la pergola d'uva deriva da quella realizzata da Giovanni Udine nelle Logge Vaticane.
La sala a nord dell'ottagono presenta decorazione del soffitto con una spartizione nelle quattro vele a riquadrature affine alla sala di Palazzo Te a Mantova.
Il modello decorativo dell'ultima stanza è ancora di matrice romana, derivando in particolare dalle stufette del Bibbiena e del Ghiberti.

### Cicli figurativi, tecniche e iconografia

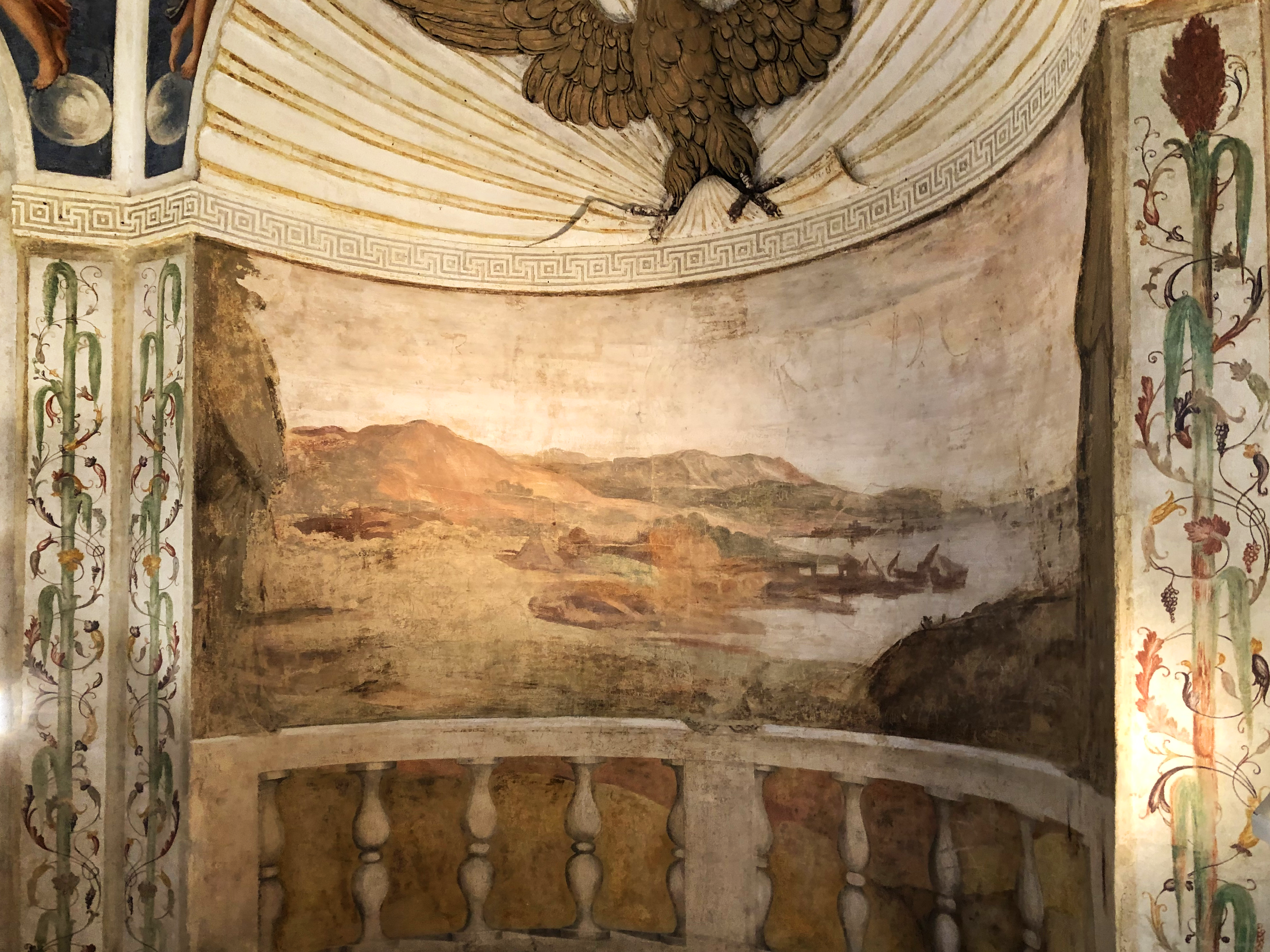
Paesaggi di Lambert Sustris

Così come la costruzione dell'Odeo, anche la realizzazione dei cicli figurativi in esso presenti avvenne in momenti diversi, identificabili grazie ad alcune differenze stilistiche, a partire dal 1530.
Ricerche compiute negli ultimi anni sembrano confermare che fu lo stesso Cornaro a decidere il programma delle decorazioni interne, ispirato dagli interessi umanistici e dai viaggi a Roma. 
La pianta della costruzione è stata disegnata ispirandosi alla villa di Marco Terenzio Varrone a Cassino.

La sala ottagonale del piano terreno è decorata con ampi paesaggi realizzati da Lambert Sustris, pittore fiammingo.
Invece nella facciata e nella sala ottagona è sottolineato l'amore coniugale con il rimando alle nozze nel 1537 della figlia di Alvise, Chiara Cornaro, sposa di Giovanni Cornaro Piscopia.
(Sulle pareti della pianta ottagonale, con i paesaggi verso i piccoli spazi che allargano la sala centrale a forma di croce verso le due stanzette di fondo, presentano una cornice ovale sopra la porta insieme ad una conchiglia). 
Questa rappresentazione e la sua collocazione indica un’altra fonte di ispirazione di chi ha inventato questo ambiente: la cappella sepolcrale di Mantegna in Sant’Andrea a Mantova. 
Nei vari ovali sopra le porte sono presentati la Nascita di Maria, l’Adorazione dei Magi, l'Adorazione dei Pastori e una scena con prigionieri non bene identificata. Queste immagini a soggetto religioso si trovano in questa posizione per garantire protezione e benedizione a chi attraversa la soglia.
Inoltre, la combinazione di temi cristiani e temi mitologici o storici che alludono al mondo antico è tipica del mondo rinascimentale che cerca di conciliare l’ammirazione per il mondo classico con la fede cristiana. 
Nella volta dell’ingresso troviamo inoltre intorno a Giove le figure di Apollo, Mercurio, Minerva, Cronos, Venere e Diana. 
Entrando nella prima sala a sinistra dell’ingresso, nella volta, in parte ancora coperta di bianco, è presente uno schema decorativo già presente nella volta della cappella dell’Arca del Santo: il rombo contenente un ovale inserito in una cornice rettangolare.
La saletta opposta è invece decorata con Trionfo di imperatore romano, realizzato da Tiziano Minio, che rinvia alla cultura mantovana e veneziana di Jacopo Sansovino, di cui l’artista era stretto collaboratore.
Questa raffigurazione rimanda inoltre a un particolare dell’arco di Tito a Roma con il Corteo trionfale dell’imperatore, opera del I secolo d.C., quindi rimando al mondo classico. 
Anche la natura è ben rappresentata nell’Odeo, poiché Cornaro era un appassionato di agricoltura: ad esempio la troviamo nelle Canne di Sorgo, nella raffigurazione dell’uva in una saletta
La parte superiore della struttura è composta da una volta a ombrello decorata con il metodo delle “grottesche”, particolarmente diffuse a Roma a partire dall'età augustea: la Domus Aurea di Nerone, riscoperta proprio agli inizi del Cinquecento, ne costituisce l'esempio migliore. 
Le decorazioni, che alternano motivi mitologici a motivi reali, sono attribuite a Gualtiero Padovano  . 
Questo è un tema ricorrente nelle sale del piano superiore, in cui si è immersi nella natura e in cui sono rappresentate rovine e rimandi all'antichità nelle prime due stanze, e ambienti contemporanei nell'ultima. Inoltre qui si allude all'impegno di Alvise Cornaro per l'agricoltura.

### Accademia degli Infiammati
L’Accademia degli Infiammati venne fondata a Padova da Leone Orsini e da Daniele Barbaro il 6 giugno del 1540 e si riuniva negli ambienti dell’Odeo. 
Il suo nome prende ispirazione dall’impresa di Ercole avvolto dalle fiamme sul monte Eta e il suo motto è «Arso il mortale, al ciel n’andrà l’eterno».
Il legame con la figura di Ercole è significativo: come a Firenze, anche Padova l'eroe greco divenne il nume tutelare del Rinascimento, tanto da figurare in due storie in stucco negli interni dell'Odeo.
Fu una delle più importanti accademie italiane per i suoi influssi sulla vita culturale cinquecentesca, permettendo a generazioni di intellettuali e letterati di confrontarsi senza le barriere tradizionalmente imposte da altre istituzioni. 
Il programma degli Infiammati perseguiva l'obiettivo di promuovere la cultura e la lingua volgari per rispondere a una nuova esigenza di divulgazione del sapere, ciò che divenne evidente dopo l'affiliazione di Sperone Speroni, nel 1542.

A capo di importanti uffici a Padova e convinto difensore del volgare, egli pubblicò i Dialoghi (1542), il più importante dei quali per gli scopi dell'Accademia è il Dialogo delle lingue. Sperone Speroni, Treccani, su treccani.it. URL consultato il maggio 2022.
Le dotte conversazioni che si tenevano nella sua casa padovana sono immortalate dai Ragionamenti della lingua toscana (1545) di Bernardino Tomitano, un dialogo nel quale l'autore sottolinea la dignità della lingua volgare e la sua capacità di trattare qualsiasi argomento.